# Lengyel–magyar barátság napja
A lengyel–magyar barátság napjának (lengyelül Dzień Przyjaźni Polsko-Węgierskiej) története 2006. március 24-ig nyúlik vissza, amikor Lech Kaczyński lengyel és Sólyom László magyar köztársasági elnök Győrben aláírták a győri nyilatkozatot, valamint átadták a lengyel-magyar barátság első köztéri emlékművét. A magyar Országgyűlés 2007. március 12-én, a lengyel Szejm március 16-án nyilvánította határozatban ünnepnapnak március 23-át, a lengyel-magyar barátság napját.
A két nép baráti kapcsolatainak emléknapjának minden évben a másik ország egy-egy városa ad otthont.
| Év   | Rendező település                                                       | Jegyzet     |
| ---- | ----------------------------------------------------------------------- | ----------- |
| 2007 | Przemyśl                                                                | [ 2 ]       |
| 2008 | Debrecen                                                                | [ 2 ]       |
| 2009 | Krosno                                                                  | [ 2 ]       |
| 2010 | Óbuda-Békásmegyer                                                       | [ 2 ]       |
| 2011 | Poznań                                                                  | [ 2 ]       |
| 2012 | Ópusztaszer                                                             | [ 2 ]       |
| 2013 | Tarnów                                                                  | [ 2 ]       |
| 2014 | Eger                                                                    | [ 2 ]       |
| 2015 | Katowice                                                                | [ 3 ]       |
| 2016 | Budapest                                                                | [ 2 ]       |
| 2017 | Piotrków Trybunalski                                                    | [ 2 ]       |
| 2018 | Veszprém                                                                | [ 4 ]       |
| 2019 | Kielce                                                                  | [ 5 ] [ 6 ] |
| 2020 | (Csepel volt a kijelölt helyszín, de a pandémia miatt nem valósult meg) | [ 7 ]       |

Az ünnepnap alkalmából az abban az évben a barátság napnak otthont adó város vezetője átadja az esemény zászlaját a következő évi eseményt megrendező város vezetőjének.